# Liste der Baudenkmale in Buchholz (Aller)
In der Liste der Baudenkmale in Buchholz (Aller) sind alle Baudenkmale der niedersächsischen Gemeinde Buchholz (Aller) aufgelistet. Die Quelle der  Baudenkmale ist der Denkmalatlas Niedersachsen. Der Stand der Liste ist der 30. Oktober 2020.

## Gruppe: Schleusenanlage Marklendorf
Die Gruppe „Schleusenanlage Marklendorf“ hat die ID 32684610.

| Lage                                              | Bezeichnung        | Beschreibung | ID       | Bild |
| ------------------------------------------------- | ------------------ | ------------ | -------- | ---- |
| Allerweg 52° 40′ 51″ N, 9° 42′ 16″ O              | Wohnhaus           |              | 32768419 | BW   |
| Staustufe Marklendorf 52° 40′ 54″ N, 9° 42′ 13″ O | Bewässerungssystem |              | 32769993 | BW   |

## Einzelbaudenkmale
| Lage                                              | Bezeichnung     | Beschreibung | ID       | Bild |
| ------------------------------------------------- | --------------- | ------------ | -------- | ---- |
| Staustufe Marklendorf 52° 40′ 57″ N, 9° 42′ 17″ O | Schleusenkammer |              | 32769785 | BW   |
| Staustufe Marklendorf 52° 40′ 59″ N, 9° 42′ 16″ O | Wächterhaus     |              | 32769806 | BW   |